# فينيتيكو
فينيتيكو (بالإيطالية: Venetico)‏ هي بلدية في مقاطعة ميسينا في صقلية الإيطالية.

## السكان
في سنة 1861 بلغ عدد السكان 1٬052 نسمة، وتطور العدد ليصل في سنة 2011 لـ 3٬855 نسمة.
يظهر هذا المخطط البياني تطور النمو السكاني لـ فينيتيكو